# Staņislavs Olijars

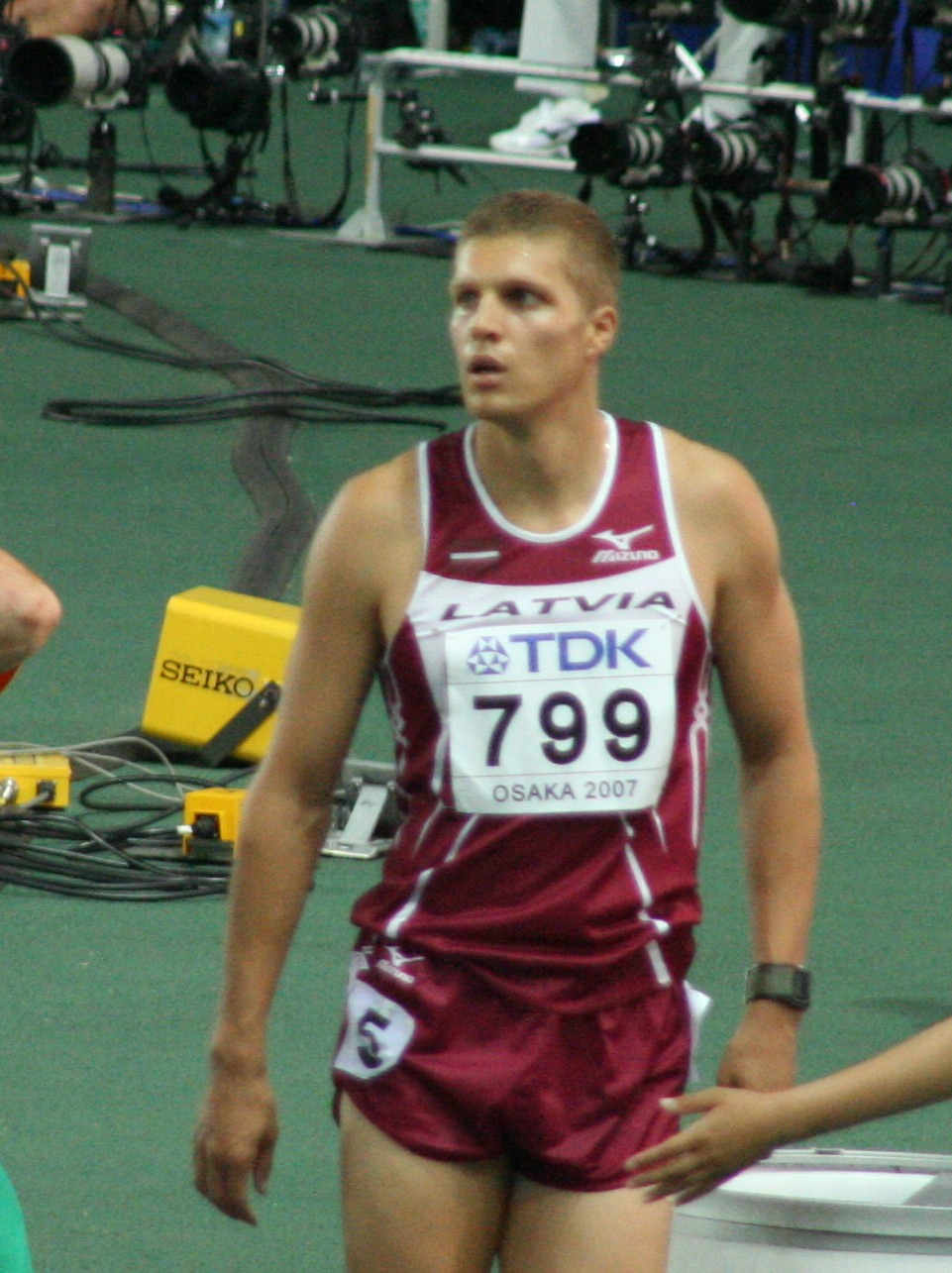
Staņislavs Olijars (2007)

Staņislavs Olijars (russisch Станислав Олияр; * 22. März 1979 in Tscheljabinsk, Sowjetunion) ist ein lettischer Leichtathlet.
Bereits im Juniorenbereich war Olijars im 110-Meter-Hürdenlauf sehr erfolgreich. 1997 wurde er in windunterstützten 13,74 s Zweiter bei den Junioreneuropameisterschaften hinter dem Polen Tomasz Scigaszewski, 1998 gewann er in 13,51 s bei den Juniorenweltmeisterschaften und 1999 wurde er in 13,55 s bei den U23-Europameisterschaften Zweiter, erneut hinter Scigaszewski liegend.
Bei den Halleneuropameisterschaften 2000 in Gent gewann er über 60 Meter Hürden in 7,50 s vor dem Briten Tony Jarrett und Scigaszewski. Nach dem Scheitern im Halbfinale der Olympischen Spiele 2000 in Sydney und einem achten Platz bei den Hallenweltmeisterschaften 2001 in Lissabon gewann Olijars erst bei den Halleneuropameisterschaften 2002 in Wien wieder eine Medaille. Hinter dem Briten Colin Jackson und dem Lokalmatador Elmar Lichtenegger gewann er in 7,51 s Bronze. Im Freien bei den Europameisterschaften in München gewann er in 13,22 s Silber hinter Colin Jackson, der seinen vierten EM-Titel in Folge gewann.
In 7,62 s wurde Olijars Sechster bei den Hallenweltmeisterschaften 2003 in Birmingham, schied bei den Weltmeisterschaften in Paris-Saint-Denis aber bereits im Vorlauf verletzungsbedingt aus. 7,49 s reichten ihm bei den Hallenweltmeisterschaften 2004 in Budapest nur zu Platz vier. Bei den Olympischen Spielen 2004 gab es hinter dem neuen Weltrekordler Liu Xiang aus China einen spannenden Kampf um die Plätze. In 13,18 s gewann Terrence Trammell aus den USA Silber vor dem Kubaner Anier García in 13,20 s. Auf den Plätzen 4 und 5 folgten mit je 13,21 s der Jamaikaner Maurice Wignall und Olijars als bester Europäer.
Nach einem durchwachsenen Jahr 2005 wurde Olijars bei den Hallenweltmeisterschaften 2006 in Moskau in 7,52 s Vierter, ex aequo mit Maurice Wignall. Bei den Europameisterschaften 2006 in Göteborg gewann Staņislavs Olijars in 13,24 s den Titel vor dem Deutschen Thomas Blaschek in 13,46 s. Damit konnte Olijars seine Position als bester Europäer im Hürdensprint deutlich unterstreichen. Er trat damit nicht nur die Nachfolge des Seriensiegers Colin Jackson an, sondern war auch erster Goldmedaillengewinner bei Leichtathletik-Europameisterschaften für Lettland, seit Jānis Daliņš 1934 im Gehen gewonnen hatte. 
Bei einer Körpergröße von 1,90 m beträgt sein Wettkampfgewicht 80 kg. Er wird von seiner Mutter Ludmila Olijare trainiert, die 1989 mit 12,90 s einen lettischen Rekord im 100-Meter-Hürdenlauf aufstellte.

## Persönliche Bestleistungen
- 60 m (Halle): 6,70 s, 7. Februar 1998, Riga
- 100 m: 10,42 s, 5. April 2002, Germiston
- 200 m: 20,91 s, 4. April 2003, Pretoria
- 400 m: 46,66 s, 10. Mai 2000, Riga
- 60 m Hürden (Halle): 7,49 s, 13. Februar 2002, Eaubonne
- 110 m Hürden: 13,08 s, 1. Juli 2003, Lausanne
- Weitsprung (Halle): 7,94 s, 5. Januar 2000, Riga